# Бочкарёвка (Чишминский район)
Бочкарёвка (баш. Бочкарёвка) — деревня в Чишминском районе Республики Башкортостан Российской Федерации. Входит в состав Алкинского сельсовета.

## География

### Географическое положение

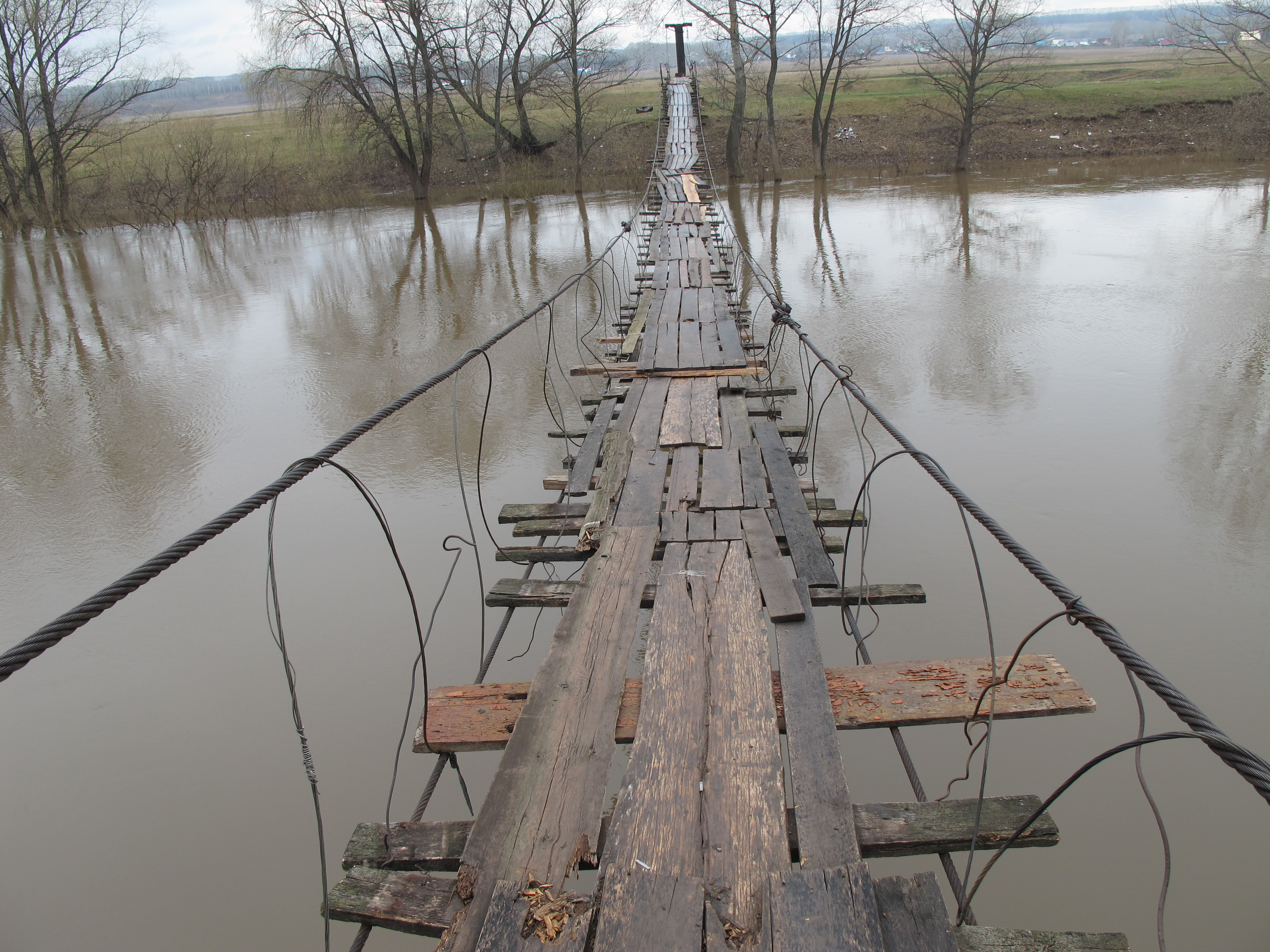
Мост через реку Дёму в районе деревни Бочкарёвка

Деревня находится выше излучины реки Дёмы на возвышенности. Рядом находятся остановочный ж/д пункт Пионерская и детский оздоровительный центр им. Ю. Гагарина. Рядом с деревней находится действующий висячий мост через Дёму, построенный в 1970—1980-х гг. жителями деревни. Сегодня мост находится в пред-аварийном состоянии, так как не находится на балансе местной администрации, однако доски своевременно меняют по мере разрушения. В деревню и местные СНТ ведет одна грунтовая дорога через деревни Новомихайловка и Алкино — с выездом на трассу М-5. Дорога с другой стороны — через д. Юматово труднодоступна и не используется.
Расстояние до:
- города (Уфа): 19 км,
- районного центра (Чишмы): 21 км,
- центра сельсовета (Узытамак): 6 км,
- ближайшей ж/д станции (Пионерская): 1 км.

## Население
| 2002 | 2009 | 2010 |
| ---- | ---- | ---- |
| 62   | ↘60  | ↘50  |

## Национальный состав
Согласно переписи 2002 года, преобладающая национальность — русские (93 %).

## Улицы
В деревне на трех улицах: Луговой, Центральной и Набережной постоянно проживают около 50 человек.

## Агломерация
Непосредственно рядом с Бочкарёвкой находится ряд садовых товариществ (СНТ Башкирский железнодорожник, Родник, Тополёк, Дёма, Спорт и отдых, Зелёная улица), суммарное население которых достигает тысячу человек — в летнее время до 3000 человек.